# ヤスサキ
株式会社ヤスサキ（Yasusaki CO.,LTD.）は、福井県や石川県を中心に北陸地方で、衣料品店、スーパーマーケット、GMS、ホームセンターなどを店舗展開する企業。
かつてはダイエーと提携していたが、同社の経営悪化で提携を解消した。

## 歴史・概要
安崎政士が1948年（昭和23年）4月に小間物店を開いたのが始まりである。
1961年（昭和36年）に参加した流通業界のセミナーで米国式のセルフサービス式で大量仕入れ・大量販売を行う「衣料スーパー」に興味を持ち、関西の仕入先からもスーパーの運営方法を学んだ後、1962年（昭和37年）5月10日に衣料品スーパーのヤスサキ松本店を開店した。
1966年（昭和41年）に法人化して当初は衣料スーパーを中心に展開して大量販売体制の構築を進めた。
昭和50年代に生活全般をカバーすることを目指して多くの業態を展開する多角化に取り組むなど利益の出る分野へ主力業態を転換していく経営戦略を採り、食品分野への進出時にはダイエーと提携して指導を受けた。
また、タカラブネ (現・不二家神戸) のフランチャイズ店を出店したほか、ホームセンターへの進出時には同業界大手のカーマ (現・DCM) の指導を受けるなど、多角化について他社との提携を活用した。
立地環境や競合状況に応じて既存店の改装のみならず廃止・移転を躊躇なく行う積極的な店舗展開を進めて、都市周辺や郡部などを重点地域として地域一番店を目指す出店戦略を採り、米国型のショッピングセンターなどを展開するようになった。

## 沿革
- 1948年（昭和23年）4月[2] - 安崎政士が[1]小間物店を創業[2]。
- 1962年（昭和37年）5月10日 - 衣料品スーパーのヤスサキ松本店を開店[3]。
- 1966年（昭和41年）2月3日 - 株式会社ヤスサキを設立[広報 1]。
- 1974年（昭和49年） - 金沢市森本に出店[広報 1]。
- 1981年（昭和56年） - 輪島サンポア（輪島市）開店。食品スーパー部門に進出[広報 1]。
- 1983年（昭和58年） - ホームセンター部門に進出。勝山市にヤスサキホームセンターの1号店を開店[広報 1]。
- 1989年（平成元年）11月22日 - 旧福井県木材市場の跡地に郊外ショッピングセンター「イーストモールパリオ」を開店[5]。（ダイエーのFC[6]）
- 1997年（平成9年）11月1日 - 福井市新保町に郊外型ショッピングセンター「ヤスサキワイワイプラザ」開店[7]。
- 2000年（平成12年）9月 - 福井市松本に食品スーパーの新業態店「グルメ館松本店」オープン[広報 1]。
- 2001年（平成13年）
  - 6月 - 武生市（当時、現在の越前市）横市町に「グルメ館武生店」をオープン。
  - 9月 - 「ワイワイプラザ武生店」をオープン[広報 1]。同年1月に自己破産したコドーグループ（本社：坂井郡三国町、現在の坂井市）の「ハッピーコート エスカ」に出店したもの[広報 1]。
- 2002年（平成14年）4月 - 「イーストモールパリオ」を改装、「パリオCITY」として開店[広報 1]。
- 2003年（平成15年）12月 - 「ワイプラザ輪島」をオープン[広報 1]。県内では初めてとなる24時間営業のスーパーマーケットとしてグルメ館福井南店をオープン[広報 1]。
- 2004年（平成16年）11月 - 「ワイプラザ鯖江」をオープン[広報 1]。

## 店舗

### 店舗ブランド
- グルメ館 - 食料品を中心として扱うスーパーマーケット[広報 1]。
- ヤスサキファッションプラザ - 衣類を扱う店舗形態[広報 2]。
- ワイホーム - 日用品やガーデニング、ペット関連商品などを扱うホームセンター。DCMと提携。[要出典]
- ワイプラザ - パワーセンター形態の郊外型ショッピングセンター[広報 1]。

この他、ダイソーやTSUTAYAのフランチャイズ店を運営。

#### 過去に存在したブランド
- マイフーズ - スーパーマーケットでダイエーと提携していた。現在のグルメ館。[要出典]
- 福進チェーン - 福井県内の洋装店10店が共同仕入れ・共同広告を行う[8]1962年（昭和37年）に任意組合として発足して[9]、1968年（昭和43年）2月に「協同組合 福進チェーン」を設立した[10]。衣料スーパーで現在のヤスサキファションプラザ。[要出典]
- ヤスサキホームセンター - 現在のワイホーム。[要出典]

### 展開する店舗

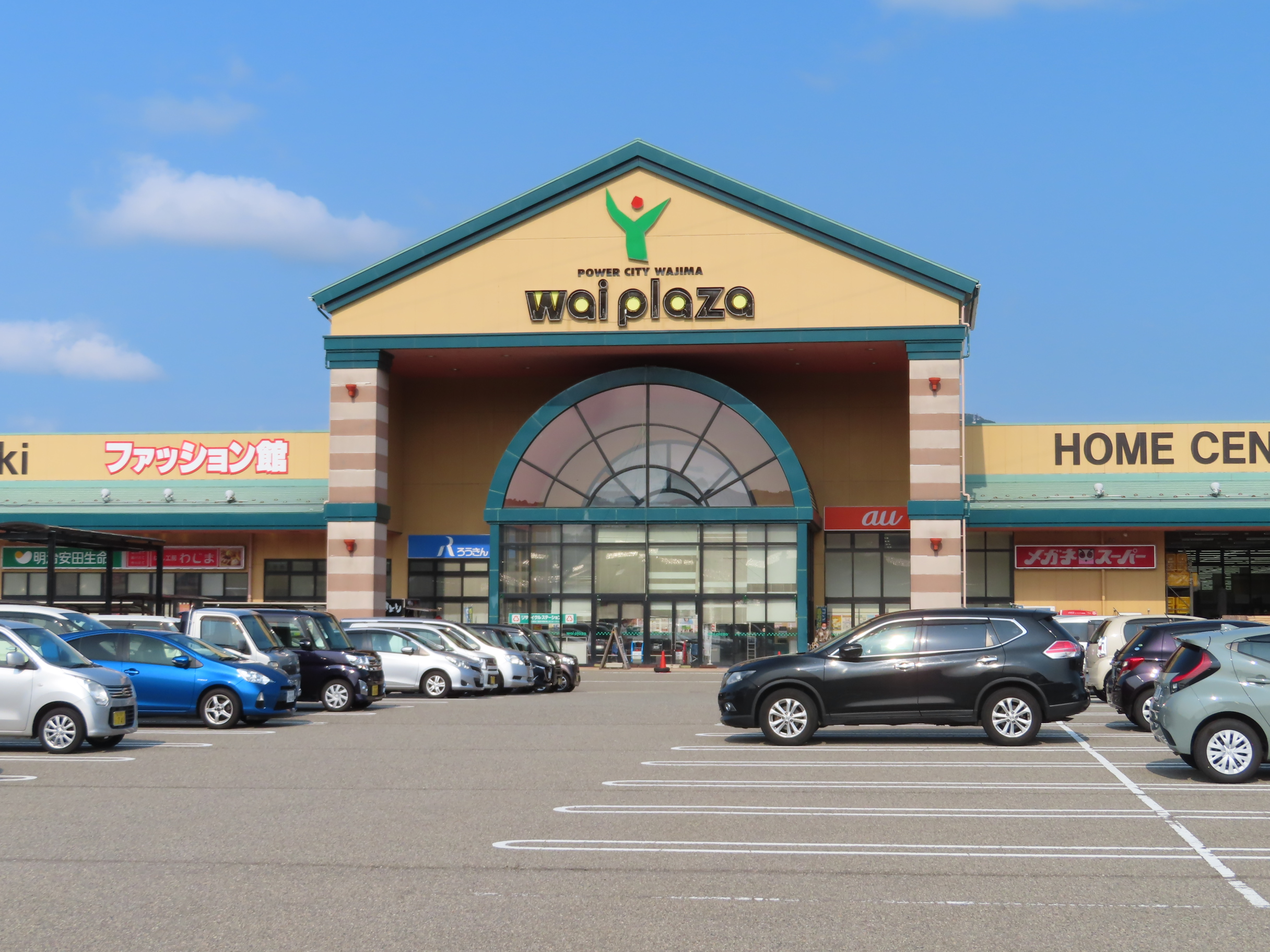
ワイプラザ輪島（パワーシティ 輪島ワイプラザ）

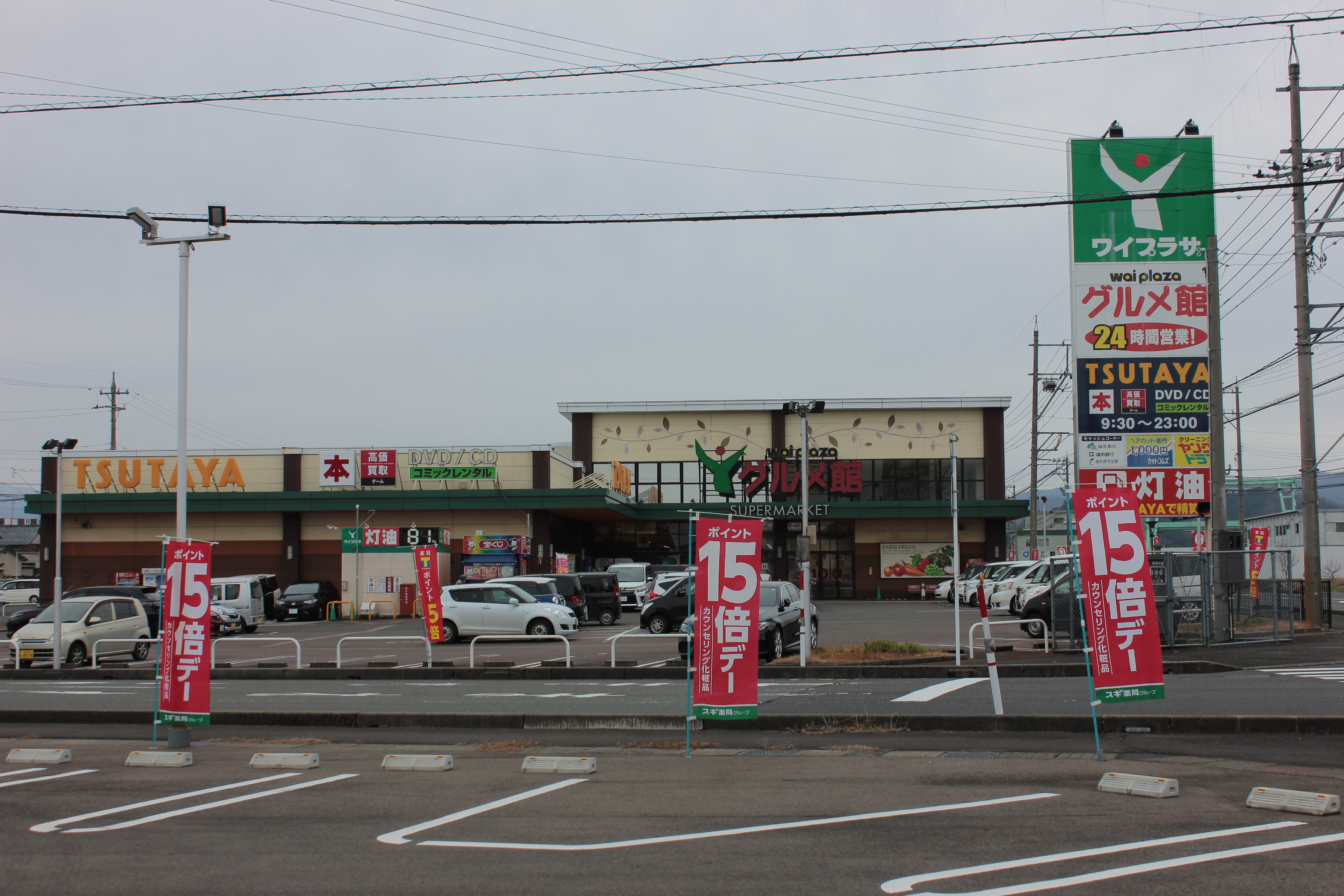
ワイプラザグルメ館武生南店

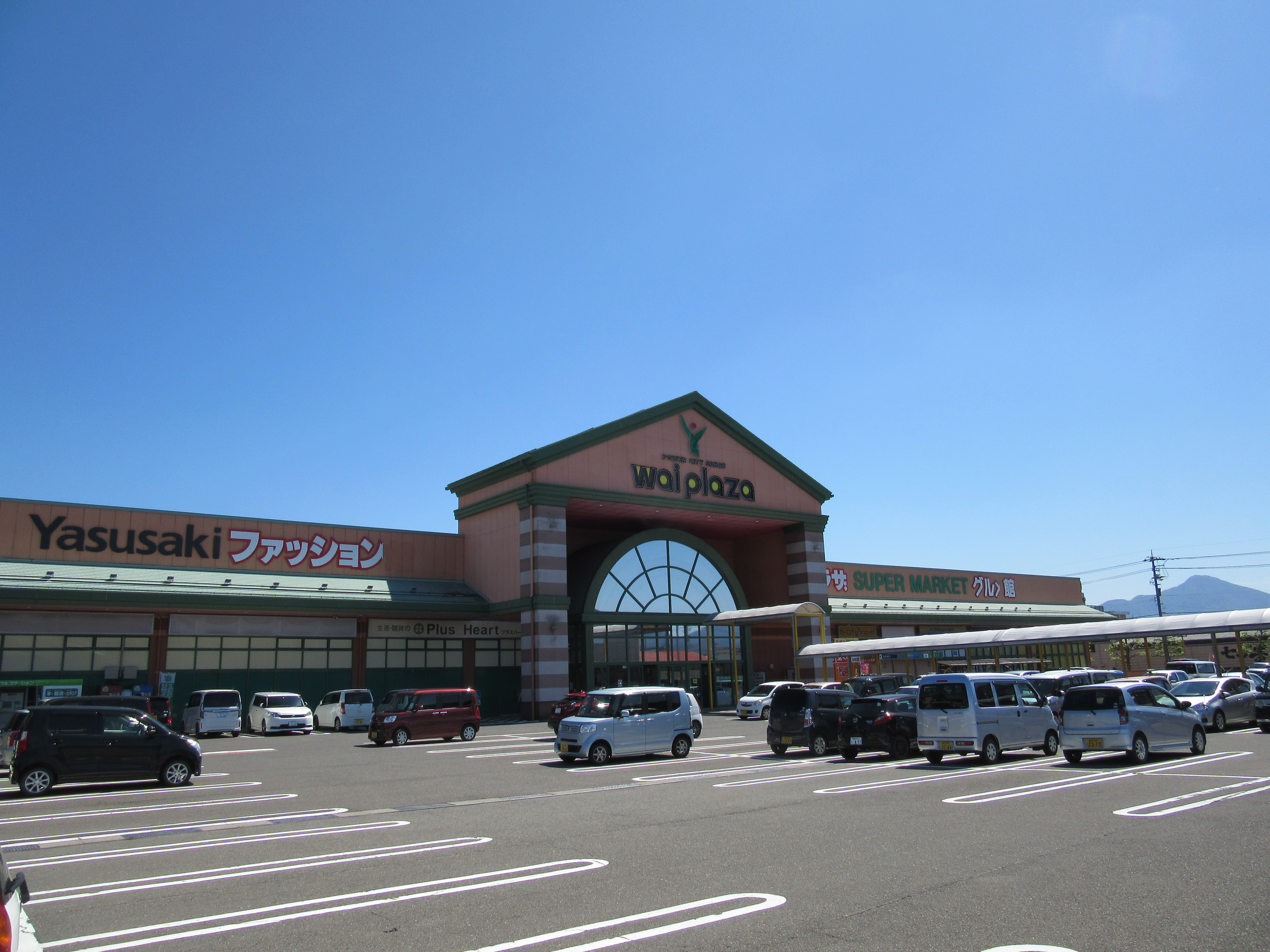
ワイプラザ鯖江（パワーシティ 鯖江ワイプラザ）

- パワーシティ ワイプラザ福井（福井県福井市）

鉄骨造り2階建て・延べ床面積16,689m2、店舗面積14,409m2
食料品と衣料品中心のA棟とホームセンターのB棟からなり、B棟2階には1997年（平成9年）12月20日に「ネオジオボウル」が開業した。
- パワーシティ ワイプラザ輪島（石川県輪島市）
- パワーシティ ワイプラザ鯖江（福井県鯖江市）

### 過去に存在した店舗

#### 衣料
- 福進チェーン ヤスサキ松本店 (旧 : ヤスサキ松本店 (旧店))（福井県福井市松本3-4-7[3]、1962年（昭和37年）5月10日開店[3]）

売場面積120m2。
衣料品スーパー。
旧：ヤスサキ松本店 (新店)、旧：マイフーズ松本店
食品スーパーへの業態変更に伴い衣料部門を隣接地へ移転、ヤスサキ松本店ファッション館として再オープン。
- 福進チェーン ヤスサキ観音町店（福井県福井市日の出町2-15-14[3]、1966年（昭和41年）4月15日開店[3]）

売場面積265m2。
衣料品スーパー。
かつては本社が置かれていた。
旧 : ヤスサキ観音町店 (新店)、パリオ店への統廃合伴い閉店。
- 勝山サンプラザ（勝山市元町福井県勝山市元町1-7-28[14]、1977年（昭和52年）7月1日開店[15]）

敷地面積7,920m2、鉄骨コンクリート造り2階建て・延べ床面積5,362m2、店舗面積約4,160m2（ヤスサキ店舗面積約1,419m2）。
都市計画街路元禄線沿いの準工業地域にあった工場跡地に建設されたショッピングセンターで、核店舗として出店していた。
ザ・プライス撤退後に新規再オープン。
- 福進チェーン ヤスサキ森本店（石川県金沢市吉原町ホ1[19]、1974年（平成4年）6月29日開店[19]）

敷地面積約3,960m2、鉄骨造り2階建て、延べ床面積約4,518m2、店舗面積約3,370m2（当社店舗面積約1,221ｍ2）、駐車台数約180台。
スーパーセンターモリモトの核店舗としてがF·バザール（約1,221m2）と共に核店舗として出店していたのち「エム・バリュー」と共に出店していた。
旧 : ヤスサキファッションプラザ森本店、旧 : ヤスサキ森本店
- ヤスサキ松本店ファッション館 - 現 : ダイソー松本店[要出典]
- ワイプラザファッション館鳥羽店 - 現 : ワイプラザファッション館鯖江店[要出典]

鯖江店への統廃合に伴い閉店。

#### スーパーマーケット
- マイフーズ松本店（旧店） - 現在地へ移転。[要出典]
- マイフーズ鳥羽店[要出典]

グルメ館鯖江店、鳥羽店への統廃合に伴い閉店。
- マイフーズ若杉店（福井市若杉浜3-70-3[21]、1992年（平成4年）4月開店[21]）

延べ床面積1,765m2、店舗面積約1,483m2。
- 森本店 - マイモールモリモトに入居していた。[要出典]

現在は三崎ストアーに売却し、三崎ストアー森本店。
- グルメ館輪島店 - ワイプラザ輪島へ移転。旧来の店舗は「サンポアグルメ館ふらっと店」に業態転換するも、2009年2月28日閉店。[要出典]

#### ショッピングセンター
- ハイパー鳥羽店（福井県鯖江市鳥羽3-1338[23]）

鉄骨造り3階建て・延べ床面積14,146m2、店舗面積6,598m2
ワイプラザ鳥羽、ワイプラザ鯖江への統廃合に伴い閉店。現在はダイソー鳥羽店。
- サンポア輪島（石川県輪島市河井町20-17[24]）

2003年12月11日にワイプラザ輪島として移転。その後存続するも、2009年2月28日閉店。

#### ホームセンター
- 武生店（福井県武生市横市町27尾寺1-1[25]）

鉄骨造り平屋建て・延べ床面積2,364m2、店舗面積1,971m2
- 鳥羽店 - 現・鯖江店へ移転。[要出典]

#### その他
- パリオ書店（パリオCITY内)

旧 : TSUTAYA BOOKSTOREパリオCITY店、TSUTAYAに業態変更後、TSUTAYA福井パリオ店への統廃合に伴い閉店。
- ダイソー&ヤスサキ内灘店[要出典]

## かつてのフランチャイジー及び提携企業
- 福進チェーン - かつて参加していた商業協同組合（解散）。
- ダイエー - かつてフランチャイジーに伴う提携をしていた[6]。

## 関連会社
- 株式会社エリナ
- 株式会社ホームセンターヤスサキ
- 株式会社パリオ
- 安崎商事株式会社

#### 広報資料・プレスリリースなど一次資料
1. 1 2 3 4 5 6 7 8 9 10 11 12 13 14 15 16 17 18 19 20 21  “会社情報 ヤスサキグループ”.   ヤスサキ. 2021年8月26日閲覧。
2. ↑  “衣料品営業部 ヤスサキグループ”.   ヤスサキ. 2021年8月26日閲覧。